# Dierlia
Dierlia is een geslacht van vlinders van de familie bladrollers (Tortricidae), uit de onderfamilie Olethreutinae.

## Soorten
- D. aurata Diakonoff, 1976
- D. poeciloptera Diakonoff, 1976